# Typhlobunellus
Genre
Typhlobunellus est un genre d'opilions laniatores de la famille des Assamiidae.

## Distribution
Les espèces de ce genre se rencontrent au Cameroun et en Côte d'Ivoire.

## Liste des espèces
Selon World Catalogue of Opiliones (31/05/2021) :
- Typhlobunellus formicarum Roewer, 1927
- Typhlobunellus platypalpis Lawrence, 1947

## Publication originale
- Roewer, 1927 : « Weitere Weberknechte I. 1. Ergänzung der: "Weberknechte der Erde", 1923. » Abhandlungen des Naturwissenschaftlichen Vereins zu Bremen, vol. 26, p. 261–402.